# Arété
Arété (görögül: Άρήτη) a görög mitológiában Alkinoosznak, a phaiákok királyának unokahúga és felesége. Népe körében rendkívüli tisztelet és megbecsülés övezte. Az Alkinoosz udvarába érkező Odüsszeusz először hozzá fordult támogatásért. Arété mélyen átérezte a kolkhisziak üldözte Médeia bánatát, s férje oltalmába ajánlotta a leányt. Amikor megtudta, hogy Alkinoosz nem szolgáltatja ki Médeiát, ha az már Iaszón felesége, Arété éjnek idején felébresztette a hőst, hogy azonnal házasodjanak össze, s ezzel megmentette Médeiát.